# بخش ایویندو
بخش ایویندو (به لاتین: Ivindo) یک منطقهٔ مسکونی در گابن است که در استان اوگوئه-ایویندو واقع شده‌است. بخش ایویندو ۳۱٬۰۷۳ نفر جمعیت دارد.